# Franz Mannstädt
Franz Mannstaedt (Hagen (Renània del Nord-Westfàlia), 8 de juliol, 1852 - Wiesbaden (Hessen), 18 de gener, 1932), va ser un director d'orquestra, compositor, pianista i mestre de capella de la cort alemany. Era germà del mestre de capella Wilhelm Mannstaedt.

## Vida i obra
Franz Theodor Wilhelm Mannstaedt va treballar com a mestre de capella a Mainz de 1874 a 1876 i després es va traslladar a Berlín com a director de l'"Orquestra Simfònica de Berlín". Entre 1882 i 1885, va exercir com a mestre de capella de la cort a Meiningen. Després va ser nomenat director de l'Orquestra Filharmònica de Berlín. Entre 1887 i 1893, va treballar com a Kapellmeister a la seva nova ciutat natal de Wiesbaden, tornant a l'Orquestra Filharmònica de Berlín durant quatre anys més el 1893. El 1897, va tornar a ser Kapellmeister de la Cort a Wiesbaden fins a la seva jubilació el 1924.
L'Orquestra Estatal de Wiesbaden estava inicialment formada per 68 músics. El 1894, dos directors van treballar al nou Teatre Imperial: Franz Mannstädt i Josef Řebíček. Mannstädt també va ser responsable de dirigir el Festival Internacional de Maig. Otto Klemperer va succeir Mannstädt a Wiesbaden el 1924.
Va ser enterrat al cementiri Südfriedhof de Wiesbaden.

## Obres
- Mannstädt va crear obres de música de cambra, així com composicions per a piano i veu.

## Honors
- Mannstädt va rebre una tomba honorífica al cementiri Südfriedhof de Wiesbaden, que encara existeix avui dia.
- A Wiesbaden, Mannstädtstrasse porta el seu nom.
- El Trio Mannstädt, format per piano, violí i violoncel, va rebre el seu nom.